# National League South 2020-2021
La National League South 2021-2021 è stata la 17ª edizione della seconda serie della National League. Rappresenta, insiema alla National League North, il sesto livello del calcio inglese ed il secondo del sistema "non-league". 
In seguito all'emergenza sanitaria provocata dalla pandemia COVID-19, il campionato è stato interrotto ed annullato il 18 febbraio 2021.

## Stagione

### Aggiornamenti
Il numero di squadre partecipanti è sceso da 22 a 21, a causa della riduzione da quattro a tre dei club retrocessi dalla National League (come conseguenza dell'esclusone del Macclesfield Town), di cui uno soltanto entrato a far parte dell'organico del campionato.

## Squadre partecipanti
| Squadra                    | Città                         | Stagione precedente                      |
| -------------------------- | ----------------------------- | ---------------------------------------- |
| Bath City                  | Bath                          | 5º posto in National League South        |
| Billericay Town            | Billericay                    | 17º posto in National League South       |
| Braintree Town             | Braintree                     | 21º posto in National League South       |
| Chelmsford City            | Chelmsford                    | 10º posto in National League South       |
| Chippenham Town            | Chippenham                    | 14º posto in National League South       |
| Concord Rangers            | Canvey Island                 | 16º posto in National League South       |
| Dartford                   | Dartford                      | 6º posto in National League South        |
| Dorking Wanderers          | Dorking                       | 7º posto in National League South        |
| Dulwich Hamlet             | Londra (Dulwich)              | 19º posto in National League South       |
| Eastbourne Borough         | Eastbourne                    | 18º posto in National League South       |
| Ebbsfleet United           | Northfleet                    | 22º posto in National League, retrocesso |
| Hampton & Richmond Borough | Londra (Richmond upon Thames) | 8º posto in National League South        |
| Havant & Waterlooville     | Havant                        | 2º posto in National League South        |
| Hemel Hempstead Town       | Hemel Hempstead               | 11º posto in National League South       |
| Hungerford Town            | Hungerford                    | 22º posto in National League South       |
| Maidstone United           | Maidstone                     | 9º posto in National League South        |
| Oxford City                | Marston (Oxford)              | 13º posto in National League South       |
| Slough Town                | Slough                        | 5º posto in National League South        |
| St Albans City             | St Albans                     | 20º posto in National League South       |
| Tonbridge Angels           | Tonbridge                     | 15º posto in National League South       |
| Welling United             | Londra (Bexley)               | 12º posto in National League South       |

## Classifica
| Pos. | Squadra                | Pt | G  | V  | N | P  | GF | GS | DR  |
| ---- | ---------------------- | -- | -- | -- | - | -- | -- | -- | --- |
| 1    | Dorking Wanderers      | 39 | 18 | 12 | 3 | 3  | 40 | 17 | +23 |
| 2    | Dartford               | 34 | 19 | 10 | 4 | 5  | 26 | 17 | +9  |
| 3    | Eastbourne Borough     | 33 | 19 | 9  | 6 | 4  | 36 | 26 | +10 |
| 4    | Oxford City            | 32 | 17 | 9  | 5 | 3  | 35 | 17 | +18 |
| 5    | St Albans City         | 32 | 15 | 9  | 5 | 1  | 22 | 10 | +2  |
| 6    | Hampton & Richmond     | 29 | 17 | 9  | 2 | 6  | 24 | 16 | +8  |
| 7    | Hungerford Town        | 29 | 19 | 9  | 2 | 8  | 27 | 28 | -1  |
| 8    | Ebbsfleet Utd          | 28 | 18 | 8  | 4 | 6  | 26 | 24 | +2  |
| 9    | Havant & Waterlooville | 20 | 14 | 6  | 2 | 6  | 25 | 21 | +4  |
| 10   | Hemel H. Town          | 20 | 18 | 6  | 2 | 10 | 28 | 38 | -10 |
| 11   | Maidstone Utd          | 19 | 13 | 5  | 4 | 4  | 24 | 18 | +6  |
| 12   | Dulwich Hamlet         | 16 | 13 | 4  | 4 | 5  | 15 | 17 | -2  |
| 13   | Chelmsford City        | 16 | 16 | 4  | 4 | 8  | 21 | 25 | -4  |
| 14   | Tonbridge Angels       | 16 | 14 | 5  | 1 | 8  | 16 | 23 | -7  |
| 15   | Billericay Town        | 16 | 17 | 4  | 4 | 9  | 26 | 35 | -9  |
| 16   | Chippenham Town        | 16 | 14 | 4  | 4 | 6  | 13 | 22 | -9  |
| 17   | Concord Rangers        | 14 | 14 | 3  | 5 | 6  | 16 | 24 | -8  |
| 18   | Bath City              | 13 | 13 | 4  | 1 | 8  | 16 | 23 | -7  |
| 19   | Braintree Town         | 13 | 16 | 4  | 1 | 11 | 19 | 34 | -15 |
| 20   | Slough Town            | 12 | 12 | 3  | 3 | 6  | 16 | 24 | -8  |
| 21   | Welling Utd            | 12 | 14 | 2  | 6 | 6  | 18 | 30 | -12 |